# Франса, Лукас
Лу́кас Оливе́йра де Фра́нса (порт.-браз. Lucas Oliveira de França, более известный, как Лукас Франса порт. Lucas França; род. 19 января 1996, Сан-Паулу) — бразильский футболист, вратарь клуба «Насьонал».

## Клубная карьера
Франса — воспитанник клуба «Крузейро». 9 августа 2016 года в матче против «Коринтианс» он дебютировал в бразильской Серии A. В 2018 году Лукас на правах аренды перешёл в португальский «Насьонал» из Фуншала. 30 сентября в матче против «Санта-Клара» он дебютировал в Сангриш лиге. В 2019 году Франса был арендован клубом «Сеара». 22 сентября в матче против «ССА Масейо» он дебютировал за новый клуб. По окончании аренды игрок вернулся в «Крузейро». В 2021 году Лукас на правах аренды перешёл в «Гуарани», но так и не дебютировал за основной состав.
В 2022 году Франса вернулся в «Насьонал», подписав полноценный контракт.